# Anschnallzeichen
Das Anschnallzeichen ist ein Leuchtsignal in Form eines Piktogrammes, das sich in Passagierflugzeugen in der Regel über jeder Sitzreihe befindet. Wenn es leuchtet, sollen die Flugpassagiere den Anschnallgurt anlegen. Meist ertönt bei einer Veränderung des Anschnallzeichens ein Gong in der Kabine. 
Normalerweise werden die Anschnallzeichen vom Cockpit aus geregelt, bei erwarteten Turbulenzen können die Piloten die Anschnallzeichen schon im Voraus anschalten. Außerdem werden die Anschnallzeichen bei Start und Landung angeschaltet.
Neben dem Anschnallzeichen, meistens links davon, befindet sich außerdem das Rauchverbotszeichen, das meistens durchgehend leuchtet, da es kaum noch Fluggesellschaften gibt, die das Rauchen an Bord erlauben. Die Fluggesellschaften, die das Telefonieren mit Mobiltelefonen erlauben, planen, diese Zeichen in Mobiltelefonzeichen umzuwandeln. Wenn diese leuchten, ist das Telefonieren nicht erlaubt. Sie sollen wie die Raucherzeichen bei Start und Landung verwendet werden.